# 16 (liczba)
16 (szesnaście) – liczba naturalna następująca po 15 i poprzedzająca 17.
Podstawa systemu heksadecymalnego.
W języku francuskim wyraz seize jest największym pojedynczym liczebnikiem głównym drugiej dziesiątki. Kolejna liczba zapisywana jest jako dix-sept łącząc w sobie dziesięć (dix) i siedem (sept).

## 16 w nauce
- liczba atomowa siarki
- obiekt na niebie Messier 16
- galaktyka NGC 16
- planetoida (16) Psyche

## 16 w kalendarzu
16 dniem w roku jest 16 stycznia. Zobacz też co wydarzyło się w 16 roku n.e.

## 16 w kulturze
- W grze video No Man Sky liczba 16 stanowi tajemniczą cyfrę, wokół której ukryta jest tajemnica egzystencji całego Universum.